# 후나쓰 데쓰야
후나쓰 데쓰야(일본어: 舩津 徹也, 1987년 2월 9일 ~ )는 일본의 전 축구 선수이다.

## 구단 경력
그는 2009년부터 2022년까지 J리그의 카탈레 도야마, 세레소 오사카, 몬테디오 야마가타, 더스파구사쓰 군마, FC 기후에서 활동하였다.